# Мацей Мусял
Мацей Мусял (пол. Maciej Musiał) — польський актор та телеведучий .

## Біографія
Син акторів Анджея та Анни Мусялів. Мацей розпочав свою акторську кар'єру в ранньому віці, знявшись у епізодичній ролі в епізоді довгограючої польської мильної опери «Плебанія» 2004 року. Пізніше його взяли на роль регулярного серіалу « Ойцец Матеуш „ (2008—2011), але великий прорив прийшов із роллю в «Rodzinka.pl» (2011—2020), завдяки якій він став кумиром підлітків у Польщі. Оскільки його популярність продовжувала зростати, він став співведучим «Голосу Польщі» та зіграв головну роль у художньому фільмі «Мій власний поляк» у 2013 році. З 2014 по 2015 роки вивчав філософію у Варшавському університеті. Його робота на телебаченні принесла йому нагороду Telekamery у 2016 році . Він був амбасадором Всесвітнього дня молоді 2016 року, організованого у Кракові.
Мусял отримав ширше визнання за межами рідної країни, знявшись у 2018 році в серіалі Netflix «1983». Він також став виконавчим продюсером цього серіалу. У 2019 році він був включений за свою роботу у європейський список Forbes 30 до 30 в категорії «Розваги». Він грав постійну роль у фентезійному драматичному серіалі Netflix «Відьмак» 2019 року та в серіалі Canal+ Premium «Клангор» 2021 року. У 2021 році закінчив магістратуру з акторської майстерності Національної академії театрального мистецтва AST у Кракові .
Мусял знявся в серіалі Netflix «1899» року.

## Фільмографія
| Рік  | Назва                                | Роль                  | Примітки                              |
| ---- | ------------------------------------ | --------------------- | ------------------------------------- |
| 2008 | Футро                                | Конрад Маковецький    |                                       |
| 2010 | Геловінтаун                          | Люк                   | Озвучка в польськомовній версії       |
| 2010 | Геловінтаун II: Помста Калабара      | Люк                   | Озвучка в польськомовній версії       |
| 2011 | Чоловіче, курчата просто різні       | Хлопчик на тренері    |                                       |
| 2012 | Офлайн                               | Кацпер Тарскі         | Короткий ; в рамках телешоу 30 хвилин |
| 2013 | Мій власний поляк                    | Ян Мела               | У рамках серії " Правдиві історії ".  |
| 2013 | Останній будинок на дорозі           | Пьотр                 | короткий; в рамках телешоу 30 хвилин  |
| 2013 | Літачки                              | Dusty Crophoper       | Озвучка в польськомовній версії       |
| 2013 | Король сафарі                        | Хумба                 | Озвучка в польськомовній версії       |
| 2013 | Найбільше Чудо                       |                       | Озвучка в польськомовній версії       |
| 2014 | Літачки: Рятувальний загін           | Dusty Crophoper       | Озвучка в польськомовній версії       |
| 2014 | Доброго ранку, я люблю тебе!         | Іво                   |                                       |
| 2014 | Нари                                 | Ділан                 | Озвучка в польськомовній версії       |
| 2015 | Animal Kingdom: Let's Go Ape         | Едуард                | Озвучка в польськомовній версії       |
| 2015 | Маленький принц                      | пан князь             | Озвучка в польськомовній версії       |
| 2016 | Ретчет і Кланк: Галактичні рейнджери | тріскачка             | Озвучка в польськомовній версії       |
| 2017 | Дві корони                           | Молодий францисканець | Документальний фільм                  |
| 2017 | Мумі-тролі та зимові чудеса          | Мумі-тролі            | Озвучка в польськомовній версії       |
| 2018 | Любов — це все                       | Даніель Войнар        |                                       |
| 2021 | Друга половина                       | Ярослав Кот           |                                       |
| 2022 | Зимова мрія                          | Ведучий телестудії    |                                       |
| 2022 | Фукс 2                               | Мацієк                | Майбутній фільм                       |
| 2023 | Селяни                               | Jaś                   | Майбутній фільм                       |

| Рік                  | Назва                          | Роль                                                                   | Примітка                                                                              |
| -------------------- | ------------------------------ | ---------------------------------------------------------------------- | ------------------------------------------------------------------------------------- |
| 2004                 | Пресвітерій                    | Хлопчик у церкві                                                       | Епізод 436                                                                            |
| 2005                 | Оскар                          | Стефан «Шашлик»                                                        | Телевізійна вистава Телевізійного театру                                              |
| 2007                 | Міське право                   | Мацієк Гральчик                                                        | 2 епізоди                                                                             |
| 2008                 | Готель під жирафом і носорогом | Янек Мілобендзкі                                                       | 13 серій                                                                              |
| 2008–2011, 2019—2020 | Отець Матвій                   | Міхал Веліцький                                                        | 42 серії (2008—2011),2 серії (2019—2020)                                              |
| 2009                 | Розкішне життя на палубі       | Я Йохан                                                                | Озвучка в польськомовній версії Епізод: «Broke 'N' Yo-Yo»                             |
| 2009                 | Покемон                        | Кенні                                                                  | Озвучка польськомовної версії 11 сезону: Pokémon: Diamond and Pearl: Battle Dimension |
| 2009–2010            | Бетмен                         | Дік Ґрейсон / Робін                                                    | Озвучка в польськомовній версії                                                       |
| 2010–2012            | Бетмен: Відважний і сміливий   | Робін / Деміан Вейн / Робін (манга) / Дік Ґрейсон / Омолоджений Бетмен | Озвучка в польськомовній версії                                                       |
| 2010                 | Новий                          | Адам Шима                                                              | Епізод: «Партнери»                                                                    |
| 2010                 | Люди Скінні                    | Таємний шанувальник Інки                                               | 1 сезон, 4 серія                                                                      |
| 2011–2020            | Rodzinka.pl                    | Томек Боскі                                                            |                                                                                       |
| 2011                 | Ranczo                         | Хлопчик у громадському центрі                                          | Епізод: «Додому до Солеюкува та Варгачува»                                            |
| 2011–2012            | Poziom 2.0                     | Себе; співведучий                                                      | Телевізійна передача                                                                  |
| 2012, 2015           | Krew z krwi                    | Франек Маєвський                                                       | 18 серій                                                                              |
| 2012                 | Ja to mam szczęście            | Ігор                                                                   | 1 сезон, 18 серія                                                                     |
| 2012–2013            | Cheeese                        | Себе; ведучий                                                          | Телевізійне шоу; Польська версія                                                      |
| 2012–2013            | Hotel 52                       | Люк                                                                    | 20 серій                                                                              |
| 2012–2016            | Піддослідні                    | Чейз Девенпорт                                                         | Озвучка в польськомовній версії                                                       |
| 2012                 | Справжній закон                | Себастьян Врублевський                                                 | 2 сезон, 1 епізод                                                                     |
| 2013                 | Matka brata mojego syna        | Ксавері Ласкус                                                         |                                                                                       |
| 2013                 | Boscy w sieci                  | Томек Боскі                                                            |                                                                                       |
| 2013–2020            | The Voice of Poland            | Себе; співведучий                                                      |                                                                                       |
| 2014                 | Епоха честі                    | «Апач»                                                                 | 7 сезон, 12 серій                                                                     |
| 2014–2017            | Зоряні війни: Повстанці        | Езра Бріджер                                                           | Озвучка в польськомовній версії                                                       |
| 2015                 | За садовим парканом            | Wirt                                                                   | Озвучка в польськомовній версії                                                       |
| 2016                 | Kocham cię, Polsko!            | Себе; капітан команди                                                  | Телевізійне шоу; Польська версія I Love My Country                                    |
| 2016–2017            | Lab Rats: Elite Force          | Чейз Девенпорт                                                         | Озвучка в польськомовній версії                                                       |
| 2018                 | Fryderyk                       | Хлопчик із Сени                                                        |                                                                                       |
| 2018                 | 1983                           | Каєтан Сковрон                                                         | Основний герой; також виконавчий продюсер і сценарист                                 |
| 2019                 | The Trap                       | Артур                                                                  | Повторювана роль; 3 епізоди                                                           |
| 2019                 | DNA                            | Тадек Головня                                                          | Епізод: «The Tranum Man»                                                              |
| 2019                 | Відьмак                        | Сер Лазло                                                              |                                                                                       |
| 2020                 | Igraszki z diabłem             | Люцій                                                                  | Телевізійна вистава Телевізійного театру                                              |
| 2021                 | Klangor                        | Аріель Галей                                                           |                                                                                       |
| 2022                 | 1899                           | Олєк                                                                   |                                                                                       |